# Sheffield Shield 2017/18
Der Sheffield Shield 2017/18 war die 125. Saison des nationalen First-Class-Cricket-Wettbewerbes in Australien der vom 26. Oktober 2017 bis zum 26. März 2018 ausgetragen wurde. Im Finale konnte sich Queensland mit 9 Wickets gegen Tasmanien durchsetzen.

## Format
Die Mannschaften spielten in einer Division gegen jede andere jeweils zwei Spiele. Für einen Sieg erhielt ein Team zunächst 6 Punkte, für ein Unentschieden (beide Mannschaften erzielen die gleiche Anzahl an Runs) 3 Punkte. Wurde kein Ergebnis erreicht und das Spiel endete Remis bekamen beide Mannschaften 1 Punkt. Zusätzlich bestand die Möglichkeit in den ersten 100 Over des ersten Innings Bonuspunkte zu sammeln. Dabei wurden pro Run die mehr als 200 Runs erzielt werden 0.01 Batting-Bonuspunkte verteilt, jeweils 0.5 Bowling-Bonuspunkte gab es für das Erreichen des 5, 7, 9 Wickets. Des Weiteren ist es möglich das Mannschaften Punkte abgezogen bekommen, wenn sie beispielsweise zu langsam spielten oder der Platz nicht ordnungsgemäß hergerichtet war. Am Ende der Saison wurde ein Finale der besten beiden Mannschaften ausgetragen, dessen Sieger der Gewinner des Sheffield Shields war.

## Resultate
Tabelle
| Teams             | Sp. | S | N | U | R | BP    | Punkte |
| ----------------- | --- | - | - | - | - | ----- | ------ |
| Queensland        | 10  | 6 | 1 | 0 | 3 | 16.00 | 55     |
| Tasmanien         | 10  | 5 | 3 | 0 | 2 | 15.55 | 47.55  |
| Victoria          | 10  | 3 | 2 | 0 | 5 | 16.91 | 39.91  |
| Western Australia | 10  | 3 | 5 | 0 | 2 | 17.09 | 37.09  |
| New South Wales   | 10  | 3 | 5 | 0 | 2 | 14.37 | 34.37  |
| South Australia   | 10  | 2 | 6 | 0 | 2 | 15.04 | 29.04  |

Spiele
| 26. – 29. Oktober Scorecard | Brisbane | Queensland 166 (59.4) & 311 (93.2) | – | Victoria 148 (38.3) & 219 (71.3) |
|                             |          | Queensland gewinnt mit 110 Runs    |   |                                  |

| 26. – 29. Oktober Scorecard | Perth | Western Australia 323 (97.3) & 272-9d (69.2) | – | Tasmanien 231 (72) & 63 (23.1) |
|                             |       | Western Australia gewinnt mit 301 Runs       |   |                                |

| 27. – 30. Oktober Scorecard | Adelaide | South Australia 92 (33.3) & 206 (76.4) | – | New South Wales 242 (87.5) & 57-4 (21.5) |
|                             |          | New South Wales gewinnt mit 6 Wickets  |   |                                          |

| 4. – 7. November Scorecard | Melbourne | South Australia 322 (105.2) & 370-8d (96) | – | Victoria 345 (91.5) & 273-8 (84) |
|                            |           | Remis                                     |   |                                  |

| 4. – 7. November Scorecard | Sydney | New South Wales 270 (89.2) & 300-6d (70) | – | Western Australia 176 (67) & 223 (77.1) |
|                            |        | New South Wales gewinnt mit 171 Runs     |   |                                         |

| 4. – 7. November Scorecard | Hobart | Tasmanien 186 (64.5) & 150 (64.3) | – | Queensland 181 (55.1) & 158-3 (56.2) |
|                            |        | Queensland gewinnt mit 7 Wickets  |   |                                      |

| 13. – 16. November Scorecard | Melbourne | Tasmanien 172 (63.1) & 424-2d (135) | – | Victoria 144 (46.3) & 106-5 (47) |
|                              |           | Remis                               |   |                                  |

| 13. – 16. November Scorecard | Brisbane | Queensland 183 (71.3) & 215 (67)      | – | New South Wales 271 (70.2) & 130-4 (30.5) |
|                              |          | New South Wales gewinnt mit 6 Wickets |   |                                           |

| 13. – 16. November Scorecard | Perth | Western Australia 514-7d (125) & 173 (52.5) | – | South Australia 363 (82.5) & 325-5 (93.4) |
|                              |       | South Australia gewinnt mit 5 Wickets       |   |                                           |

| 23. – 26. November Scorecard | Adelaide | Tasmanien 282 (111.1) & 244 (91.3) | – | South Australia 141 (36.4) & 243 (74.3) |
|                              |          | Tasmanien gewinnt mit 142 Runs     |   |                                         |

| 24. – 27. November Scorecard | Sydney | Victoria 562-9d (140.5) & 148-3d (21) | – | New South Wales 243 (92.5) & 256-8 (119.5) |
|                              |        | Remis                                 |   |                                            |

| 24. – 27. November Scorecard | Perth | Western Australia 414 (105.2) & 306-8d (101.2) | – | Queensland 424 (105.5) & 290-7 (59) |
|                              |       | Remis                                          |   |                                     |

| 3. – 6. Dezember Scorecard | Melbourne | Western Australia 243 (86.5) & 281-3 (107) | – | Victoria 450 (153.5) |
|                            |           | Remis                                      |   |                      |

| 3. – 6. Dezember Scorecard | Hobart | Tasmanien 392-4d (112) & 4-0 (0.2) | – | New South Wales 208 (89.5) & 184 (78.5) (f/o) |
|                            |        | Tasmanien gewinnt mit 10 Wickets   |   |                                               |

| 3. – 6. Dezember Scorecard | Cairns | South Australia 485 (137.4) & 234-7d (63) | – | Queensland 289-5d (122) & 125-3 (42) |
|                            |        | Remis                                     |   |                                      |

| 8. – 11. Februar Scorecard | Brisbane | Queensland 255 (75.1) & 285 (91.4) | – | Tasmanien 115 (34) & 219 (69) |
|                            |          | Queensland gewinnt mit 206 Runs    |   |                               |

| 8. – 11. Februar Scorecard | Adelaide | South Australia 379 (95) & 243 (70.5) | – | Victoria 371 (115.3) & 253-4 (65) |
|                            |          | Victoria gewinnt mit 6 Wickets        |   |                                   |

| 8. – 11. Februar Scorecard | Perth | New South Wales 204 (82.2) & 179 (62.2) | – | Western Australia 215 (70) & 172-6 (34.3) |
|                            |       | Western Australia gewinnt mit 4 Wickets |   |                                           |

| 16. – 19. Februar Scorecard | Hobart | Tasmanien 431-9d (115.4)                        | – | Western Australia 67 (27.5) & 277 (61.1) (f/o) |
|                             |        | Tasmanien gewinnt mit einem Innings und 87 Runs |   |                                                |

| 16. – 19. Februar Scorecard | Melbourne | Queensland 452-5d (128) & 184-4d (57) | – | Victoria 436-9d (154) |
|                             |           | Remis                                 |   |                       |

| 16. – 19. Februar Scorecard | Sydney | New South Wales 256 (90.4) & 213 (68.4) | – | South Australia 281 (74.1) & 192-3 (49.4) |
|                             |        | South Australia gewinnt mit 7 Wickets   |   |                                           |

| 24. – 27. Februar Scorecard | Sydney | New South Wales 449-8d (106.5) | – | Tasmanien 489-4d (158) |
|                             |        | Remis                          |   |                        |

| 24. – 27. Februar Scorecard | Perth | Victoria 392 (97.5) & 278-8 (71.3) | – | Western Australia 302 (65.5) & 213 (51.3) |
|                             |       | Victoria gewinnt mit 255 Runs      |   |                                           |

| 24. – 27. Februar Scorecard | Adelaide | Queensland 342 (100.2) & 285-8d (86.2) | – | South Australia 162 (51.3) & 347 (89.3) |
|                             |          | Queensland gewinnt mit 118 Runs        |   |                                         |

| 3. – 6. März Scorecard | St. Kilda | Victoria 199 (75.4) & 280 (103.1) | – | New South Wales 171 (55.1) & 285 (101.5) |
|                        |           | Victoria gewinnt mit 23 Runs      |   |                                          |

| 5. – 8. März Scorecard | Hobart | Tasmanien 393 (125.5) & 164 (50.2) | – | South Australia 227 (68.3) & 314 (87.1) |
|                        |        | Tasmanien gewinnt mit 16 Runs      |   |                                         |

| 6. – 9. März Scorecard | Brisbane | Queensland 263 (84.4) & 252-2d (64) | – | Western Australia 211-9 (54.4) & 93 (38.2) |
|                        |          | Queensland gewinnt mit 211 Runs     |   |                                            |

| 14. – 17. März Scorecard | Hobart | Tasmanien 344 (104.5) & 215 (64.3) | – | Victoria 182 (44.4) & 221 (49.4) |
|                          |        | Tasmanien gewinnt mit 156 Runs     |   |                                  |

| 14. – 17. März Scorecard | Wollongong | Queensland 243 (76.3) & 438-9d (119) | – | New South Wales 402 (117.2) & 243 (46.5) |
|                          |            | Queensland gewinnt mit 36 Runs       |   |                                          |

| 14. – 17. März Scorecard | Adelaide | Western Australia 355 (88.4) & 370-7d (119) | – | South Australia 201 (53.5) & 283 (101) |
|                          |          | Western Australia gewinnt mit 241 Runs      |   |                                        |

### Finale
| 23. – 27. März Scorecard | Brisbane | Tasmanien 477 (138.2) & 166-1d (26) | – | Queensland 516 (148.3) & 128-1 (22.5) |
|                          |          | Queensland gewinnt mit 9 Wickets    |   |                                       |